# 적만도
적만도는 전라남도 여수시에 속하는 무인도이다. 문도와 손죽도 사이에 있는 섬이다. 적만도는 다도해 해상 국립공원의 거문도에서 북쪽으로 13km 떨어져 있다.